# A Filantrópica
A Filantrópica é uma cooperativa de cultura da cidade da Póvoa de Varzim, em Portugal, com sede e galerias de arte e letras no número 1 da Rua da Lapa. No entanto, hoje a principal entrada fica na Rua 31 de Janeiro, rua paralela e mais central arruamento.
As actividades d'A Filantrópica concentram-se em:
- Escola de Artes e Ofícios Baptista de Lima com cursos de pintura, desenho, cerâmica artística, russo, português e francês;
- Escola de Música: viola, piano, órgão, cavaquinho, guitarra, acordeão, formação musical, sintetizador, coro;
- Conferências e colóquios;
- Exposições.[1]

## História
Após a edificação da Casa dos Pescadores Poveiros, para assistência aos velhos pescadores, pensou-se em algo semelhantes para os operários poveiros. No dia 1 de Novembro de 1928, um grupo de operários poveiros reuniu-se para relembrar um amigo dos pobres, Joaquim Graça, que teria sido o pioneiro da causa. Foi constituída a Comissão Pró Causa dos Poveiros a que presidiu Manoel Felipe de Castro e orientação de José da Costa Novo. A Comissão Organizadora ficou definitivamente constituída a 6 de Abril de 1929 com várias personalidades.
O Sindicato Único da Construção Civil da Póvoa de Varzim que, elegendo uma comissão que, depois de enviar uma circular para poveiros residentes no estrangeiro, conseguiu angariar donativos em dinheiro. A colónia poveira de Manaus, que se distinguia pelo fervoroso apego à sua terra natal e se organizou no Grupo Pró Póvoa, nomeou Baptista de Lima como seu representante na Póvoa. A comissão de Manaus comprometeu-se a angariar donativos com a condição que a Casa não fosse exclusiva do Sindicato da Construção Civil.
A Comissão Organizadora foi constituída definitivamente a 20 de Fevereiro de 1929 e presidida por Joaquim dos Santos Graça, conforme indicação da Comissão de Manaus. Nova Comissão Organizadora foi constituída em 1929 por João Baptista de Lima, delegado da comissão de Manaus e António Correia dos Santos, da imprensa local. Manoel Felipe de Castro, filho de João Felipe de Castro, trabalhou em várias construções de casas residenciais com requintes europeus e contribuiu para o crescimento e progresso da cidade de Manaus e dentre elas a  construção do Hospital Beneficente Portuguesa Manaus onde era sócio efetivo. Nunca retornou para Póvoa de Varzim, viveu em Manaus no centro, em uma vila da família, reduto de portugueses e Italianos até a data de seu falecimento em 29 de setembro de 1983 com 78 anos, sepultado no cemitério São João Batista. Teve cinco Filhos (Angélica Castro Barbosa, Augusto Felipe de Castro, Manoel Felipe de Castro Filho, Flávio Felipe de Castro e Carlos Alberto Castro), com sua esposa Guiomar Fortes de Castro falecida em 4 de Agosto de 1978 na Antiga Santa Casa de Manaus.
Em 1933 associam-se várias classes de operários e nomeiam-se os representantes de cada profissão: gráficas, metalúrgicas, cordoeiros, empregados de hotel, electricistas, sapateiros, alfaiates e outros. Em 1933, inicia-se a propaganda para edificação da Casa do Operário Poveiro para abrigar trabalhadores poveiros inválidos por acidente ou velhice ou sem recursos.
Em 25 de Julho de 1933 é decidida a compra de um antigo e elegante prédio denominado Montepio, na Rua da Lapa, com a inauguração em 3 de Dezembro de 1933 com a presença do Presidente do Município, Dr. Carlos Moreira e do Administrador do concelho, Capitão Carlos Canelhos. O edifício é a antiga sede do Montepio. Ali foram instalados os serviços da referida associação em 1 de Março de 1864 que encerrou em 1877, prestava serviços à classe piscatória, em especial, mas também a artistas e agricultores.
Devido a um despacho do Secretário das Corporações e Providência Social que ditava o fim da Casa dos Operários, pois o Estado Novo entendia a organização como de carácter profissional e não de previdência social. A 16 de Julho de 1935, dá-se assim à refundação como "A Filantrópica Sociedade Cooperativa CRL", em homenagem aos Poveiros do Brasil, não deixando cair algo a que muitos se tinham dedicado em construir na Póvoa algo, humanamente, nobre.